# Список видов семейства Leptonetidae
Список всех описанных видов пауков семейства Leptonetidae на 10 сентября 2013 года. 

## Appaleptoneta
Appaleptoneta Platnick, 1986
- Appaleptoneta barrowsi (Gertsch, 1974) — США
- Appaleptoneta coma (Barrows, 1940) — США
- Appaleptoneta credula (Gertsch, 1974) — США
- Appaleptoneta fiskei (Gertsch, 1974) — США
- Appaleptoneta gertschi (Barrows, 1940) — США
- Appaleptoneta jonesi (Gertsch, 1974) — США
- Appaleptoneta silvicultrix (Crosby & Bishop, 1925) — США

## Archoleptoneta
Archoleptoneta Gertsch, 1974
- Archoleptoneta gertschi Ledford & Griswold, 2010 — США
- Archoleptoneta schusteri Gertsch, 1974 — США

## Barusia
Barusia Kratochvil, 1978
- Barusia hofferi (Kratochvil, 1935) — Черногория
- Barusia insulana (Kratochvil & Miller, 1939) — Хорватия
- Barusia korculana (Kratochvil & Miller, 1939) — Хорватия
- Barusia laconica (Brignoli, 1974) — Греция
- Barusia maheni (Kratochvil & Miller, 1939) — Хорватия

## Calileptoneta
Calileptoneta Platnick, 1986
- Calileptoneta briggsi Ledford, 2004 — США
- Calileptoneta californica (Banks, 1904) — США
- Calileptoneta cokendolpheri Ledford, 2004 — США
- Calileptoneta helferi (Gertsch, 1974) — США
- Calileptoneta noyoana (Gertsch, 1974) — США
- Calileptoneta oasa (Gertsch, 1974) — США
- Calileptoneta sylva Chamberlin & Ivie, 1942 — США
- Calileptoneta ubicki Ledford, 2004 — США
- Calileptoneta wapiti (Gertsch, 1974) — США

## Cataleptoneta
Cataleptoneta Denis, 1955
- Cataleptoneta aesculapii (Brignoli, 1968) — Турция
- Cataleptoneta detriticola Deltshev & Li, 2013 — Болгария
- Cataleptoneta edentula Denis, 1955 — Ливан
- Cataleptoneta lingulata Wang & Li, 2010 — Хорватия
- Cataleptoneta sbordonii (Brignoli, 1968) — Турция
- Cataleptoneta semipinnata Wang & Li, 2010 — Греция
- Cataleptoneta sengleti (Brignoli, 1974) — Крит

## Chisoneta
Chisoneta Ledford & Griswold, 2011
- Chisoneta chisosea (Gertsch, 1974) — США
- Chisoneta isolata (Gertsch, 1971) — Мексика
- Chisoneta modica (Gertsch, 1974) — Мексика
- Chisoneta pecki (Gertsch, 1971) — Мексика

## Darkoneta
Darkoneta Ledford & Griswold, 2010
- Darkoneta arganoi (Brignoli, 1974) — Мексика
- Darkoneta garza (Gertsch, 1974) — США
- Darkoneta obscura (Gertsch, 1974) — Мексика
- Darkoneta quetzal Ledford & Griswold, 2010 — Гватемала
- Darkoneta reddelli Ledford & Griswold, 2010 — Мексика
- Darkoneta stridulans (Platnick, 1994) — Панама

## Falcileptoneta
Falcileptoneta Komatsu, 1970
- Falcileptoneta aichiensis Irie & Ono, 2007 — Япония
- Falcileptoneta amakusaensis Irie & Ono, 2005 — Япония
- Falcileptoneta asuwana (Nishikawa, 1981) — Япония
- Falcileptoneta caeca Yaginuma, 1972 — Япония
- Falcileptoneta gotoensis Irie & Ono, 2005 — Япония
- Falcileptoneta higoensis (Irie & Ono, 2003) — Япония
- Falcileptoneta inabensis (Nishikawa, 1982) — Япония
- Falcileptoneta inagakii Irie & Ono, 2011 — Япония
- Falcileptoneta iriei (Komatsu, 1967) — Япония
- Falcileptoneta japonica (Simon, 1893) — Япония
- Falcileptoneta kugoana (Komatsu, 1961) — Япония
- Falcileptoneta melanocomata (Komatsu, 1961) — Япония
- Falcileptoneta musculina (Komatsu, 1961) — Япония
- Falcileptoneta ogatai Irie & Ono, 2007 — Япония
- Falcileptoneta okinawaensis Komatsu, 1972 — Окинава
- Falcileptoneta satsumaensis Irie & Ono, 2005 — Япония
- Falcileptoneta soboensis Irie & Ono, 2005 — Япония
- Falcileptoneta speciosa (Komatsu, 1957) — Япония
- Falcileptoneta striata (Oi, 1952) — Япония
  - Falcileptoneta striata fujisana Yaginuma, 1972 — Япония
- Falcileptoneta tajimiensis Irie & Ono, 2011 — Япония
- Falcileptoneta tofacea Yaginuma, 1972 — Япония
- Falcileptoneta tsushimensis (Yaginuma, 1970) — Япония
- Falcileptoneta uenoi (Taginuma, 1963) — Япония
- Falcileptoneta usihanana (Komatsu, 1961) — Япония
- Falcileptoneta yamauchii (Nishikawa, 1982) — Япония
- Falcileptoneta zenjoenis (Komatsu, 1965) — Япония

## Guineta
Guineta Lin & Li, 2010
- Guineta gigachela Lin & Li, 2010 — Китай

## Leptoneta
Leptoneta Simon, 1872
- Leptoneta abeillei Simon, 1882 — Испания, Франция
- Leptoneta alpica Simon, 1882 — Франция
- Leptoneta anocellata Chen, Zhang & Song, 1986 — Китай
- Leptoneta arquata Song & Kim, 1991 — Китай
- Leptoneta berlandi Machado & Ribera, 1986 — Португалия
- Leptoneta cavalairensis Dresco, 1987 — Франция
- Leptoneta changlini Zhu & Tso, 2002 — Тайвань
- Leptoneta ciaisensis Dresco, 1987 — Франция
- Leptoneta comasi Ribera, 1978 — Испания
- Leptoneta condei Dresco, 1987 — Франция
- Leptoneta conimbricensis Machado & Ribera, 1986 — Португалия
- Leptoneta convexa Simon, 1872 — Франция
  - Leptoneta convexa aulotensis Dresco, 1990 — Франция
- Leptoneta coreana Paik & Namkung, 1969 — Корея
- Leptoneta cornea Tong & Li, 2008 — Китай
- Leptoneta corsica Fage, 1943 — Корсика
- Leptoneta crypticola Simon, 1907 — Франция
  - Leptoneta crypticola franciscoloi Caporiacco, 1950 — Италия
  - Leptoneta crypticola simplex Fage, 1913 — Франция
- Leptoneta exilocula Tong & Li, 2008 — Китай
- Leptoneta fagei Simon, 1914 — Франция
- Leptoneta falcata Chen, Gao & Zhu, 2000 — Китай
- Leptoneta foliiformis Tong & Li, 2008 — Китай
- Leptoneta fouresi Dresco, 1979 — Франция
- Leptoneta handeulgulensis Namkung, 2002 — Корея
- Leptoneta hogyegulensis Paik & Namkung, 1969 — Корея
- Leptoneta hongdoensis Paik, 1980 — Корея
- Leptoneta huanglongensis Chen, Zhang & Song, 1982 — Китай
- Leptoneta huisunica Zhu & Tso, 2002 — Тайвань
- Leptoneta hwanseonensis Namkung, 1987 — Корея
- Leptoneta infuscata Simon, 1872 — Испания, Франция, Мальорка
  - Leptoneta infuscata ovetana Machado, 1939 — Испания
- Leptoneta insularis Roewer, 1953 — Сардиния
- Leptoneta jangsanensis Seo, 1989 — Корея
- Leptoneta jeanneli Simon, 1907 — Франция
- Leptoneta kernensis Simon, 1910 — Алжир
- Leptoneta lantosquensis Dresco, 1987 — Франция
- Leptoneta leucophthalma Simon, 1907 — Испания
- Leptoneta lingqiensis Chen, Shen & Gao, 1984 — Китай
- Leptoneta maculosa Song & Xu, 1986 — Китай
- Leptoneta manca Fage, 1913 — Франция
- Leptoneta miaoshiensis Chen & Zhang, 1993 — Китай
- Leptoneta microphthalma Simon, 1872 — Франция
- Leptoneta monodactyla Yin, Wang & Wang, 1984 — Китай
- Leptoneta namhensis Paik & Seo, 1982 — Корея
- Leptoneta nigrabdomina Zhu & Tso, 2002 — Тайвань
- Leptoneta olivacea Simon, 1882 — Франция
- Leptoneta paikmyeonggulensis Paik & Seo, 1984 — Корея
- Leptoneta paroculus Simon, 1907 — Испания
- Leptoneta patrizii Roewer, 1953 — Сардиния
- Leptoneta proserpina Simon, 1907 — Франция
- Leptoneta secula Namkung, 1987 — Корея
- Leptoneta serbariuana Roewer, 1953 — Сардиния
- Leptoneta setulifera Tong & Li, 2008 — Китай
- Leptoneta simboggulensis Paik, 1971 — Корея
- Leptoneta soryongensis Paik & Namkung, 1969 — Корея
- Leptoneta spinipalpus Kim, Lee & Namkung, 2004 — Корея
- Leptoneta taeguensis Paik, 1985 — Корея
- Leptoneta taiwanensis Zhu & Tso, 2002 — Тайвань
- Leptoneta taizhensis Chen & Zhang, 1993 — Китай
- Leptoneta taramellii Roewer, 1956 — Сардиния
- Leptoneta tianzinensis Tong & Li, 2008 — Китай
- Leptoneta trabucensis Simon, 1907 — Франция
- Leptoneta trispinosa Yin, Wang & Wang, 1984 — Китай
- Leptoneta tunxiensis Song & Xu, 1986 — Китай
- Leptoneta unispinosa Yin, Wang & Wang, 1984 — Китай
- Leptoneta vittata Fage, 1913 — Франция
- Leptoneta waheulgulensis Namkung, 1991 — Корея
- Leptoneta wangae Tong & Li, 2008 — Китай
- Leptoneta xui Chen, Gao & Zhu, 2000 — Китай
- Leptoneta yebongsanensis Kim, Lee & Namkung, 2004 — Корея
- Leptoneta yongdamgulensis Paik & Namkung, 1969 — Корея
- Leptoneta yongyeonensis Seo, 1989 — Корея

## Leptonetela
Leptonetela Kratochvil, 1978
- Leptonetela andreevi Deltshev, 1985 — Греция
- Leptonetela anshun Lin & Li, 2010 — Китай
- Leptonetela bama Lin & Li, 2010 — Китай
- Leptonetela caucasica Dunin, 1990 — Грузия, Азербайджан
- Leptonetela chiosensis Wang & Li, 2011 — Греция
- Leptonetela curvispinosa Lin & Li, 2010 — Китай
- Leptonetela danxia Lin & Li, 2010 — Китай
- Leptonetela deltshevi (Brignoli, 1979) — Турция
- Leptonetela digitata Lin & Li, 2010 — Китай
- Leptonetela flabellaris Wang & Li, 2011 — Китай
- Leptonetela furcaspina Lin & Li, 2010 — Китай
- Leptonetela geminispina Lin & Li, 2010 — Китай
- Leptonetela gittenbergeri Wang & Li, 2011 — Греция
- Leptonetela grandispina Lin & Li, 2010 — Китай
- Leptonetela hamata Lin & Li, 2010 — Китай
- Leptonetela hangzhouensis (Chen, Shen & Gao, 1984) — Китай
- Leptonetela hexacantha Lin & Li, 2010 — Китай
- Leptonetela identica (Chen, Jia & Wang, 2010) — Китай
- Leptonetela jinsha Lin & Li, 2010 — Китай
- Leptonetela jiulong Lin & Li, 2010 — Китай
- Leptonetela kanellisi (Deeleman-Reinhold, 1971) — Греция
- Leptonetela lineata Wang & Li, 2011 — Китай
- Leptonetela liping Lin & Li, 2010 — Китай
- Leptonetela lophacantha (Chen, Jia & Wang, 2010) — Китай
- Leptonetela maxillacostata Lin & Li, 2010 — Китай
- Leptonetela megaloda (Chen, Jia & Wang, 2010) — Китай
- Leptonetela meitan Lin & Li, 2010 — Китай
- Leptonetela mengzongensis Wang & Li, 2011 — Китай
- Leptonetela microdonta (Xu & Song, 1983) — Китай
- Leptonetela mita Wang & Li, 2011 — Китай
- Leptonetela nuda (Chen, Jia & Wang, 2010) — Китай
- Leptonetela oktocantha Lin & Li, 2010 — Китай
- Leptonetela palmata Lin & Li, 2010 — Китай
- Leptonetela parlonga Wang & Li, 2011 — Китай
- Leptonetela pentakis Lin & Li, 2010 — Китай
- Leptonetela pungitia Wang & Li, 2011 — Вьетнам
- Leptonetela quinquespinata (Chen & Zhu, 2008) — Китай
- Leptonetela reticulopecta Lin & Li, 2010 — Китай
- Leptonetela robustispina (Chen, Jia & Wang, 2010) — Китай
- Leptonetela rudicula Wang & Li, 2011 — Китай
- Leptonetela sexdentata Wang & Li, 2011 — Китай
- Leptonetela strinatii (Brignoli, 1976) — Греция
- Leptonetela suae Lin & Li, 2010 — Китай
- Leptonetela tetracantha Lin & Li, 2010 — Китай
- Leptonetela thracia Gasparo, 2005 — Греция
- Leptonetela tianxingensis Wang & Li, 2011 — Китай
- Leptonetela tongxi Lin & Li, 2010 — Китай
- Leptonetela yangi Lin & Li, 2010 — Китай
- Leptonetela yaoi Wang & Li, 2011 — Китай
- Leptonetela zhai Wang & Li, 2011 — Китай

## Masirana
Masirana Kishida, 1942
- Masirana abensis (Kobayashi, 1973) — Япония
- Masirana akahanei Komatsu, 1963 — Япония
- Masirana akiyoshiensis (Oi, 1958) — Япония
  - Masirana akiyoshiensis imperatoria Komatsu, 1974 — Япония
  - Masirana akiyoshiensis kagekiyoi Komatsu, 1974 — Япония
  - Masirana akiyoshiensis primocreata Komatsu, 1974 — Япония
- Masirana bandoi (Nishikawa, 1986) — Япония
- Masirana chibusana (Irie, 2000) — Япония
- Masirana cinevacea Kishida, 1942 — Япония
- Masirana glabra (Komatsu, 1957) — Япония
- Masirana kawasawai (Komatsu, 1970) — Япония
- Masirana kinoshitai (Irie, 2000) — Япония
- Masirana kosodeensis Komatsu, 1963 — Япония
- Masirana kuramotoi Komatsu, 1974 — Япония
- Masirana kusunoensis Irie & Ono, 2010 — Япония
- Masirana kyokoae Yaginuma, 1972 — Япония
- Masirana longimana Yaginuma, 1970 — Япония
- Masirana longipalpis Komatsu, 1972 — Окинава
- Masirana mizonokuchiensis Irie & Ono, 2005 — Япония
- Masirana nippara Komatsu, 1957 — Япония
- Masirana silvicola (Kobayashi, 1973) — Япония
- Masirana taioensis Irie & Ono, 2005 — Япония
- Masirana taraensis Irie & Ono, 2005 — Япония

## Montanineta
Montanineta Ledford & Griswold, 2011
- Montanineta sandra (Gertsch, 1974) — США

## Neoleptoneta
Neoleptoneta Brignoli, 1972
- Neoleptoneta bonita (Gertsch, 1974) — Мексика
- Neoleptoneta brunnea (Gertsch, 1974) — Мексика
- Neoleptoneta caliginosa Brignoli, 1977 — Мексика
- Neoleptoneta capilla (Gertsch, 1971) — Мексика
- Neoleptoneta delicata (Gertsch, 1971) — Мексика
- Neoleptoneta limpida (Gertsch, 1974) — Мексика
- Neoleptoneta rainesi (Gertsch, 1971) — Мексика
- Neoleptoneta reclusa (Gertsch, 1971) — Мексика

## Ozarkia
Ozarkia Ledford & Griswold, 2011
- Ozarkia alabama (Gertsch, 1974) — США
- Ozarkia apachea (Gertsch, 1974) — США
- Ozarkia archeri (Gertsch, 1974) — США
- Ozarkia arkansa (Gertsch, 1974) — США
- Ozarkia blanda (Gertsch, 1974) — США
- Ozarkia georgia (Gertsch, 1974) — США
- Ozarkia iviei (Gertsch, 1974) — США
- Ozarkia novaegalleciae (Brignoli, 1979) — США
- Ozarkia serena (Gertsch, 1974) — США

## Paraleptoneta
Paraleptoneta Fage, 1913
- Paraleptoneta bellesi Ribera & Lopez, 1982 — Тунис
- Paraleptoneta spinimana (Simon, 1884) — Алжир, Италия

## Protoleptoneta
Protoleptoneta Deltshev, 1972
- Protoleptoneta baccettii (Brignoli, 1979) — Италия
- Protoleptoneta beroni Deltshev, 1977 — Болгария
- Protoleptoneta bulgarica Deltshev, 1972 — Болгария
- Protoleptoneta italica (Simon, 1907) — Франция, Италия, Австрия

## Rhyssoleptoneta
Rhyssoleptoneta Tong & Li, 2007
- Rhyssoleptoneta latitarsa Tong & Li, 2007 — Китай

## Sinoneta
Sinoneta Lin & Li, 2010
- Sinoneta notabilis Lin & Li, 2010 — Китай
- Sinoneta palmata (Chen, Jia & Wang, 2010) — Китай
- Sinoneta sexdigiti Lin & Li, 2010 — Китай

## Sulcia
Sulcia Kratochvil, 1938
- Sulcia armata Kratochvil, 1978 — Черногория
- Sulcia cretica Fage, 1945 — Крит
  - Sulcia cretica lindbergi Dresco, 1962 — Греция
  - Sulcia cretica violacea Brignoli, 1974 — Греция
- Sulcia inferna Kratochvil, 1938 — Хорватия
- Sulcia mirabilis Kratochvil, 1938 — Черногория
- Sulcia montenegrina (Kratochvil & Miller, 1939) — Черногория
- Sulcia nocturna Kratochvil, 1938 — Хорватия
- Sulcia occulta Kratochvil, 1938 — Босния и Герцеговина
- Sulcia orientalis (Kulczynski, 1914) — Босния и Герцеговина

## Tayshaneta
Tayshaneta Ledford & Griswold, 2011
- Tayshaneta anopica (Gertsch, 1974) — США
- Tayshaneta archambaulti Ledford et al., 2012 — США
- Tayshaneta bullis (Cokendolpher, 2004) — США
- Tayshaneta coeca (Chamberlin & Ivie, 1942) — США
- Tayshaneta concinna (Gertsch, 1974) — США
- Tayshaneta devia (Gertsch, 1974) — США
- Tayshaneta emeraldae Ledford et al., 2012 — США
- Tayshaneta fawcetti Ledford et al., 2012 — США
- Tayshaneta grubbsi Ledford et al., 2012 — США
- Tayshaneta madla Ledford et al., 2012 — США
- Tayshaneta microps (Gertsch, 1974) — США
- Tayshaneta myopica (Gertsch, 1974) — США
- Tayshaneta oconnorae Ledford et al., 2012 — США
- Tayshaneta paraconcinna (Cokendolpher & Reddell, 2001) — США
- Tayshaneta sandersi Ledford et al., 2012 — США
- Tayshaneta sprousei Ledford et al., 2012 — США
- Tayshaneta valverdae (Gertsch, 1974) — США
- Tayshaneta vidrio Ledford et al., 2012 — США
- Tayshaneta whitei Ledford et al., 2012 — США

## Teloleptoneta
Teloleptoneta Ribera, 1988
- Teloleptoneta synthetica (Machado, 1951) — Португалия